# Taylor Booth (cầu thủ bóng đá)
Taylor Anthony Booth (sinh ngày 31 tháng 5 năm 2001) là một cầu thủ bóng đá người Mỹ hiện thi đấu ở vị trí tiền vệ cho câu lạc bộ Utrecht.

## Thống kê sự nghiệp

### Câu lạc bộ
Tính đến 29 tháng 10 năm 2022
| Câu lạc bộ                | Mùa giải  | Liên đoàn           | Liên đoàn | Liên đoàn | Cúp quốc gia | Cúp quốc gia | Châu lục | Châu lục  | Khác    | Khác      | Tổng cộng | Tổng cộng |
| Câu lạc bộ                | Mùa giải  | Hạng đấu            | Số trận   | Bàn thắng | Số trận      | Bàn thắng    | Số trận  | Bàn thắng | Số trận | Bàn thắng | Số trận   | Bàn thắng |
| ------------------------- | --------- | ------------------- | --------- | --------- | ------------ | ------------ | -------- | --------- | ------- | --------- | --------- | --------- |
| Bayern Munich II          | 2019–20   | 3. Liga             | 2         | 0         | —            | —            | —        | —         | —       | —         | 2         | 0         |
| Bayern Munich II          | 2020–21   | 3. Liga             | 2         | 0         | —            | —            | —        | —         | —       | —         | 2         | 0         |
| Bayern Munich II          | 2021–22   | Regionalliga Bayern | 23        | 3         | —            | —            | —        | —         | —       | —         | 23        | 3         |
| Bayern Munich II          | Tổng      | Tổng                | 27        | 3         | —            | —            | —        | —         | —       | —         | 27        | 3         |
| SKN St. Pölten (cho mượn) | 2020–21   | Austrian Bundesliga | 15        | 3         | —            | —            | —        | —         | —       | —         | 15        | 3         |
| Bayern Munich             | 2021–22   | Bundesliga          | 0         | 0         | 1            | 0            | —        | —         | —       | —         | 1         | 0         |
| FC Utrecht                | 2022–23   | Eredivisie          | 7         | 0         | 1            | 0            | —        | —         | —       | —         | 8         | 0         |
| Tổng cộng                 | Tổng cộng | Tổng cộng           | 49        | 6         | 2            | 0            | 0        | 0         | 0       | 0         | 51        | 6         |

1. ↑  Bao gồm DFB-Pokal và KNVB Cup